# José Furtado
José Emílio Robalo Furtado (Praia, 14 marzo 1983) è un ex calciatore capoverdiano con cittadinanza portoghese, di ruolo attaccante.

## Palmarès

### Club

#### Competizioni nazionali
- Campionato bulgaro: 1

CSKA Sofia: 2005-2006
- Supercoppa di Bulgaria: 1

CSKA Sofia: 2006